# Otávia (gente)
Otávia foi uma família plebeia de Roma, que foi elevado ao estatuto patrício por Júlio César durante o século I a.C.. O primeiro membro do gente a alcançar proeminência foi Cneu Otávio Rufo, questor cerca de 230 a.C.. Pelos próximos dois séculos, os Otávios mantiveram muitos dos mais altos ofícios do Estado; mas o mais celebrado da família foi Caio Otávio, o sobrinho-neto e filho adotivo de Júlio César, que foi proclamado Augusto pelo senado em 27 a.C..

## Origem e ramos

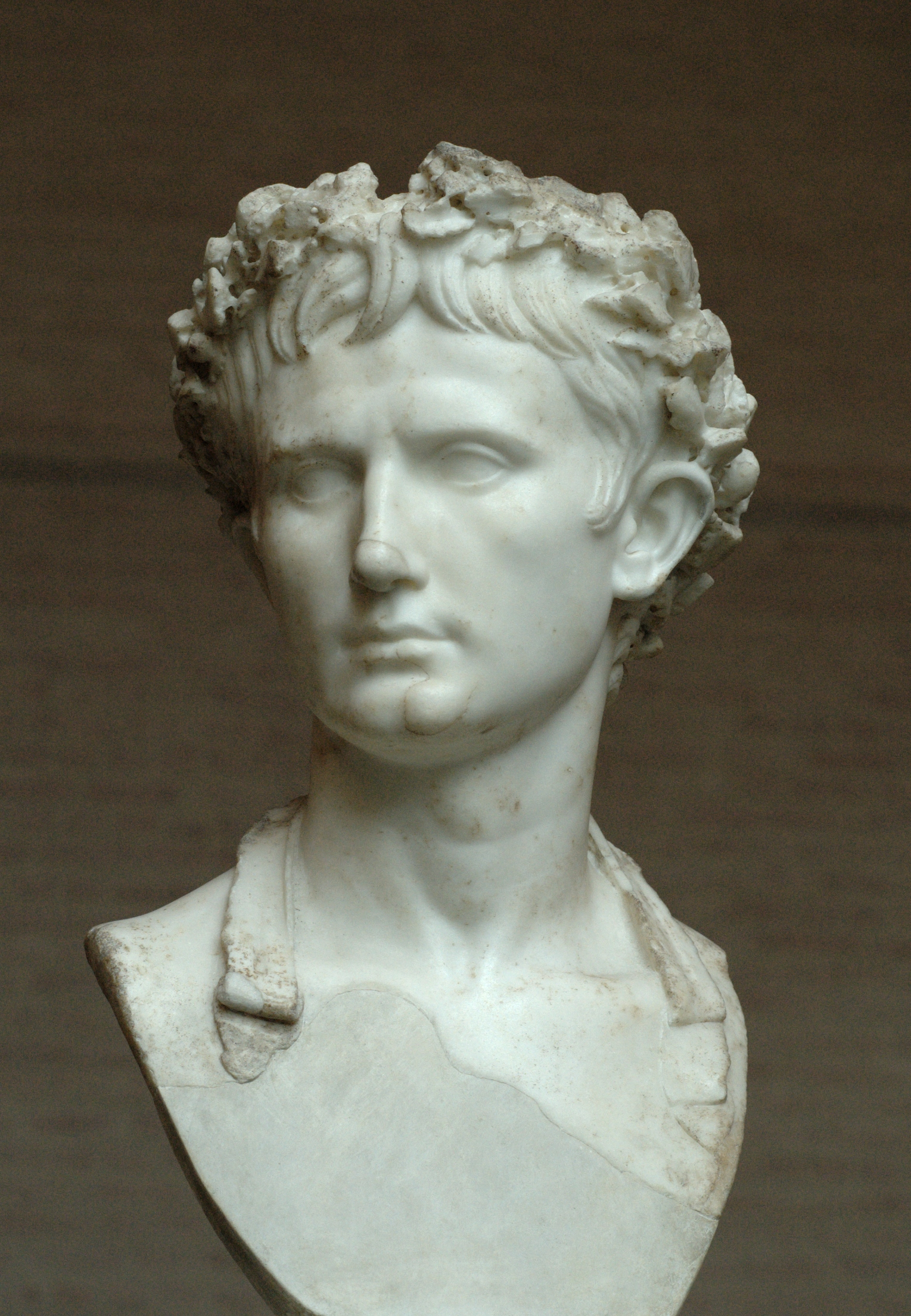
Augusto com a coroa cívica,
na. Gliptoteca de Munique

Segundo Suetônio, a família otaviana foi originária da cidade de Velitras, nas Colinas Albanas. De acordo com seu relato, na cidade havia uma rua chamada Otaviana, bem como um altar consagrado por um Otávio. Além disso, quando eclodiu uma guerra entre Velitras e uma cidade vizinha, após fazer uma oferenda a Marte, um certo Otávio partiu para a batalha e retornou vitorioso. De acordo com Suetônio, os Otávios receberam a concessão de Lúcio Tarquínio Prisco, o quinto rei de Roma, e foram inscritos entre os patrícios por seu sucessor, Sérvio Túlio. Mais tarde, tornaram-se plebeus, até o nível patrício ser novamente conferido por Júlio César. A história não é improvável, mas uma vez que Tito Lívio nem Dionísio de Halicarnasso mencionam os Otávios quando falam de Velitras, e os Otávios não aparecem na história até o final da segunda metade do século III a.C., a tradição conectando-os com os reis romanos pode ser seguramente rejeitada.
O nome Otávio é um sobrenome patronímico, derivado do prenome Otávio, que era amplamente difundido no Lácio. Muitas outras gentes obtiverem os nomes deles desta maneira, incluindo os Quíncios de Quíncio, os Sêxtios de Sexto, e os Sétimos de Sétimo. Dentre os principais prenomes usados pelos Otávios estava Cneu, Caio, Marco e Lúcio. Além destes, há indivíduos portando Públio e Sérvio durante o Império Romano.
Muitos dos Otávios da república eram descendentes de Cneu Otávio Rufo, que teve dois filhos, Cneu Otávio e Caio Otávio. Os descendentes do Cneu mais jovem mantiveram muitas das magistraturas mais altas, enquanto os descendentes de Caio permaneceram simples equestres, que não ascenderam para nenhuma posição importante. O bisavô de Augusto serviu como um tribuno militar durante a Segunda Guerra Púnica, e sobreviveu à batalha de Canas; contudo, quando Marco Antônio desejou lançar desdém sobre Augusto, ele chamou este Caio Otávio de liberto e um restio, ou fazedor de cordas. O primeiro da família que foi admitido entre os senadores foi Caio Otávio, o pai de Augusto.
Durante a república, nenhum dos Otávios desta família portou qualquer cognome além de Rufo, e mesmo este é raramente citado. O sobrenome, que significa "vermelho", pode ter sido obtido por um dos Otávios devido a ele ter cabelo vermelho. Algumas outras pessoas chamadas Otávios não foram descendentes de Cneu Otávio Rufo, ou sua descendência não pode ser traçada. Eles portavam cognomes como Balbo, Lígure, Marso e Naso. Balbo foi um sobrenome comum, referindo-se a alguém que gagueja, enquanto Naso pensa-se que refere-se a alguém com um nariz proeminente. Lígure refere-se a um dos lígures, os aborígenes da Ligúria, enquanto Marso refere-se aos marsos, um dos povos antigos da Itália Central, que mais tarde aliaram-se aos samnitas.

## Membros da gente

### Otávios Rufos
- Cneu Otávio Rufo - questor ca. 230 a.C.
- Cneu Otávio - pretor em 205 a.C.
- Caio Otávio - equestre simples
- Caio Otávio - tribuno militar em 216 a.C.
- Cneu Otávio - cônsul em 165 a.C.
- Cneu Otávio - cônsul em 128 a.C.
- Marco Otávio - tribuno da plebe em 133 a.C.
- Caio Otávio - avô de Augusto
- Cneu Otávio Rufo - questor em 107 a.C.
- Cneu Otávio - cônsul em 87 a.C.
- Marco Otávio - tribuno da plebe em data incerta
- Lúcio Otávio - cônsul em 75 a.C.
- Cneu Otávio - cônsul em 76 a.C.
- Caio Otávio - pai de Augusto, pretor em 61 a.C.
- Otávio - legado em 53 a.C.
- Marco Otávio - edil em 50 a.C.
- Marco Otávio - almirante de Marco Antônio
- Otávia, a Velha - irmã de Augusto
- Otávia - irmã de Augusto
- Caio Otaviano - primeiro imperador romano como Augusto
- Otávio Rufo - amigo de Plínio, o Jovem

### Otávios Lígures
- Marco Otávio Lígure - tribuno da plebe em 82 a.C.
- Lúcio Otávio Lígure - tribuno da plebe em 82 a.C.

### Otávios Lenas
- Marco Otávio Lenas Curciano - suplicou aos juízes em nome de Marco Emílio Escauro, o Jovem em 54 a.C.
- Caio Otávio Lenas - curador dor aquedutos de Roma de 34 a 38 d.C.
- Sérvio Otávio Lenas Ponciano - cônsul em 131

### Outros
- Otávio Grecino - general de Quinto Sertório na Hispânia
- Lúcio Otávio - legado de Pompeu em 67 a.C.
- Lúcio Otávio Naso - deixou seu estado à Lúcio Flávio, pretor designado em 59 a.C.
- Lúcio Otávio Balbo - estudioso de direito e juiz na época de Cícero
- Lúcio Otávio - adúltero
- Otávio Marso - legado de Públio Cornélio Dolabela
- Marco Otávio Herênio - tocador de flauta e comerciante
- Caio Otávio Lampádio - gramático
- Otávio Frontão - pretor da época de Tibério
- Públio Otávio - notório epicurista da época de Tibério
- Otávio Sagita - tribuno da plebe em 58
- Caio Otávio Vindex - cônsul sufecto em 184
- Otávio Horaciano - autor reconhecido do Rerum Medicarum Libri Quatuor